# Katrinebergs folkhögskola
Katrineberg Folk High School (em sueco. Katrinebergs folkhögskola) é uma universidade popular em Vessigebro, na Suécia. É administrado pelo condado sendo fundado em 1873, o que o torna uma das escolas secundárias mais antigas da Suécia. A escola tem uma filial em Halmstad. Tem cerca de duzentos alunos, dos quais cerca de cem têm alojamento na escola. É usado como um albergue da juventude durante o verão.